# Studio 65
Studio 65 är ett livsstilsprogram producerat av UR, för seniorer i talkshowformat som har sänts i Sveriges Television sedan den 25 januari 2023. Programmet sänds på UR Play, SVT Play och linjärt på SVT1, SVT2 och Kunskapskanalen. Den femte säsongen hade premiär 22 januari 2025.
I programmet diskuteras ämnen med särskild relevans för personer över 65. Intressanta livshistorier blandas med forskning och fakta, humor och djupaste allvar. Programledare är Kattis Ahlström och Anders Palmgren och  äldreforskaren Ingmar Skoog medverkar som ständig bisittare.